# هاري س. كارفر
هاري س. كارفر (بالإنجليزية: Harry C. Carver)‏ هو رياضياتي أمريكي، ولد في 4 ديسمبر 1890، وتوفي في 30 يناير 1977.